# Lindhorst (Dolna Saksonia)
Lindhorst – miejscowość i gmina w Niemczech w kraju związkowym Dolna Saksonia, w powiecie Schaumburg, siedziba gminy zbiorowej Lindhorst.